# 山田善靖
山田 善靖（やまだ よしやす）は、日本の工学者、東京理科大学名誉教授・目白大学大学院経営学研究科教授。工学博士。

## 略歴

### 学歴
- 1971年：東京工業大学大学院博士課程（経営工学）修了。工学博士。

### 職歴
- 株式会社野村総合研究所（Nomura Research Institute, Ltd.）勤務[1]
- 産業能率大学経営情報学部教授[2]
- 東京理科大学理工学部経営工学科教授[1]
- 2007年退官

### 学外における役職
- The International Journal of Management Science Editorial Board Member - 1990年 4月 ～
- International Transactions in Operational Research Editorial Board Member - 1990年 4月 ～
- 日本ロジスティクスシステム学会 学会理事 - 1998年 4月 1日 ～ 2007年 3月 29日
- 日本経営工学会 理事 - 1998年 6月 ～ 2006年 6月
- 日本経営工学会 学会理事 - 2001年 4月 ～ 2003年 3月
- 経営情報学会 第6代会長 - 2002年 4月 1日 ～ 2004年 3月 31日[3]
- 日本オペレーションズリサーチ学会 学会理事等（監事） - 2005年 3月 1日 ～ 2007年 2月 28日
- International Journal of Management Science (OMEGA) Advisory board member - ～ 2006年 6月

## 研究分野
- 経営システム工学
- オペレーションズ・リサーチ（OR）
- 経営情報

## 著書
- 「仮想現実による意思決定支援」『経済・経営と情報技術の国際会議論文集』 1992年
- 『経営情報学のための微分積分学』 共立出版(編著) 1988年
- 『経営情報学のための線形代数』共立出版(共著) 1988年
- 『オペレーションズリサーチ』 (経営工学ライブラリー) 朝倉書店（共著） 1989年